# Hoplodino hoogstraali
Hoplodino hoogstraali is een hooiwagen uit de familie Podoctidae.